# Limfoma

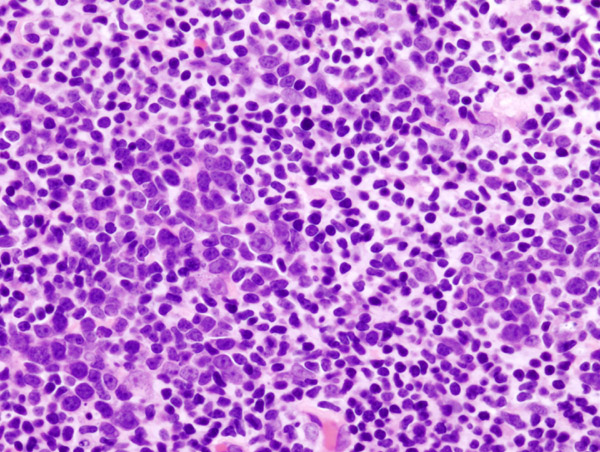
Imatge microscòpica del teixit amigdalar d'un malalt amb Limfoma difús de cèl·lules B

Els limfomes són un grup de tumors de la sang que es desenvolupen a partir de limfòcits. El nom sovint fa referència només a les versions canceroses de tots aquests tumors. Els signes i símptomes poden incloure ganglis limfàtics engrandits, febre, suors intenses, pèrdua de pes no desitjada, pruïja i sensació de cansament constant.] Els ganglis limfàtics engrandits solen ser indolors. Les suors són més freqüents a la nit.
Es coneixen molts subtipus de limfomes. Les dues categories principals de limfomes són el limfoma no hodgkinià (LNH) (90% dels casos) i el limfoma de Hodgkin (LH). L'Organització Mundial de la Salut (OMS) inclou dues categories més com a tipus de limfoma: el mieloma múltiple i les malalties immunoproliferatives. Els limfomes i les leucèmies formen part del grup més ampli de tumors dels teixits hematopoètics i limfoides.
Els factors de risc del limfoma de Hodgkin inclouen la infecció amb el virus d'Epstein-Barr i els antecedents de la malaltia a la família. Els factors de risc dels tipus comuns de limfomes no hodgkinians són les malalties autoimmunitàries, el VIH/SIDA, la infecció pel virus limfotròpic de cèl·lulas T humanes, els medicaments immunosupressors i alguns pesticides. Menjar grans quantitats de carn vermella fumada i el tabac també poden augmentar el risc. El diagnòstic, si hi ha ganglis limfàtics engrandits, sol ser mitjançant biòpsia de ganglis limfàtics. Les proves de sang, orina i medul·la òssia també poden ser útils en el diagnòstic. Després es poden fer imatges mèdiques per determinar si i on s'ha estès el càncer. El limfoma s'estén més sovint als pulmons, al fetge i al cervell.
El tractament pot incloure un o més dels següents: quimioteràpia, radioteràpia, protonoteràpia, teràpia dirigida i cirurgia. En alguns limfomes no hodgkinians, un augment de la quantitat de proteïna produïda per les cèl·lules del limfoma fa que la sang esdevingui tan espessa que es realitzin plasmafèresis per eliminar la proteïna. L'espera atenta pot ser adequada per a certs tipus. El resultat depèn del subtipus, alguns poden ser curables i el tractament allarga la supervivència en la majoria. La taxa de supervivència de cinc anys als Estats Units per a tots els subtipus de limfoma de Hodgkin és del 85%, mentre que la de limfomes no hodgkinians és del 69%. A tot el món, els limfomes es van desenvolupar en 566.000 persones el 2012 i van causar 305.000 morts. Constitueixen un 3-4% de tots els càncers, cosa que els converteix en grup la setena forma més comuna. En els nens, són el tercer càncer més freqüent. Es produeixen més sovint al món desenvolupat que al món en desenvolupament.

## Clínica
| Característiques                 | No hodgkinià                                                       | Hodgkin                                                 |
| -------------------------------- | ------------------------------------------------------------------ | ------------------------------------------------------- |
| Origen cel·lular                 | 90% de cèl·lules B 10% de cèl·lules T Escassos elements monocítics | Limfòcits-B clonals del centre germinal o post-germinal |
| Afectació local                  | Infreqüent                                                         | Freqüent                                                |
| Disseminació a ganglis limfàtics | No contigus                                                        | Contigus                                                |
| Disseminació extraganglionar     | Freqüent                                                           | Infreqüent                                              |
| Afectació mediastínica           | Infreqüent                                                         | Freqüent                                                |
| Afectació abdominal              | Freqüent                                                           | Infreqüent                                              |
| Afectació del moll de l'os       | Freqüent                                                           | Infreqüent                                              |
| Simptomatologia sistèmica B*     | Infreqüent                                                         | Freqüent                                                |
| Translocacions cromosòmiques     | Freqüents                                                          | No descrites                                            |
| Possibilitats de curació         | <25%                                                               | >75%                                                    |

## Epidemiologia
L'edat és un factor de risc important. El 2012, tan sols l'1,41% de les defuncions per limfoma als Estats Units es produïren en persones de menys de 35 anys, mentre que el 76,20% es produïren en individus de 65 anys o més.

## Classificació de l'OMS
La classificació de l'OMS, publicada el 2001 i actualitzada el 2008, es basa en els fonaments establerts dins de la "classificació revisada del limfoma europeu-americà" (REAL). Aquest sistema agrupa limfomes per tipus cel·lular (és a dir, el tipus de cèl·lula normal que més s'assembla al tumor) i defineix característiques fenotípiques, moleculars o citogenètiques. Els cinc grups es mostren a la taula. El limfoma de Hodgkin es considera per separat dins de les classificacions de l'OMS i les precedents, tot i que es reconeix com un tumor de limfòcits B madurs, encara que marcadament anormals.

### Limfomes de limfòcits B madurs
- Leucèmia limfocítica crònica de limfòcits B/limfoma de cèl·lules petites
- Leucèmia prolimfocítica de limfòcits B
- Limfoma limfoplasmacític (com la macroglobulinèmia de Waldenström)
- Limfoma de la zona marginal esplènica
- Leucèmia de cèl·lules piloses
- Neoplàsies de cèl·lules plasmàtiques
- Limfoma de limfòcits B de la zona marginal extranodal, també anomenat limfoma MALT
- Limfoma de la zona marginal nodular de limfòcits B.
- Limfoma fol·licular
- Limfoma central del fol·licle cutani primari
- Limfoma de cèl·lules del mantell
- Limfoma difús de limfòcits B grans, no especificat altrament
- Limfoma difús de limfòcits B associat a una inflamació crònica
- Limfoma difús de limfòcits B grans positiu al virus Epstein-Barr per a persones grans
- Granulomatosi limfomatoide
- Limfoma de limfòcits B grans mediastinal primari (tímic)
- Limfoma de limfòcits B grans intravascular
- Limfoma de limfòcits B grans ALK+
- Limfoma plasmablàstic
- Limfoma primari de cavitats o limfoma primari de cèl·lules B amb embassament
- Limfoma gran de limfòcits B sorgit en la malaltia multicèntrica de Castleman associada al HHV8
- Limfoma/leucèmia de Burkitt

### Limfomes de limfòcits T i cèl·lules NK madures
A Catalunya, té una taxa de supervivència a cinc anys per a homes al voltant del 39% i per a dones al voltant del 55%. Els diferents tipus:
- Leucèmia prolimfocítica de limfòcits T
- Leucèmia limfocítica granular de limfòcits T
- Leucèmia agressiva de cèl·lules NK
- Leucèmia / limfoma de limfòcits T per a adults
- Limfoma extranodal de cèl·lules NK / T, tipus nasal
- Limfoma de limfòcits T associat a l'enteropatia
- Limfoma de limfòcits T hepatosplènic
- Limfoma blàstic de cèl·lules NK
- Micosi fungoide / síndrome de Sezary
- Trastorns limfoproliferatius de les limfòcits T cutànies CD30-positives primàries
- Limfoma perifèric de limfòcits T no especificat d'una altra manera
- Limfoma de limfòcits T angioimmunoblàstics
- Limfoma anaplàstic de cèl·lules grans

### Limfomes de cèl·lules precursores
- Leucèmia / limfoma limfoblàstica B no especificada altrament
- Leucèmia / limfoma limfoblàstic B amb anomalies genètiques recurrents
- Leucèmia / limfoma limfoblàstic T

### Trastorns limfoproliferatius associats a la immunodeficiència
- Associat a un trastorn immunitari primari
- Associat al virus de la immunodeficiència humana (VIH)
- Post-trasplantament
- Associat a la teràpia amb metotrexat
- Limfoma primari del sistema nerviós central

## Prevalença del limfoma
- Els limfomes són una forma de càncer que té una prevalença o que afecta més d'un milió de persones a tot el món. El limfoma no hodgkinià és el tercer tipus de càncer amb major creixement, després del melanoma i del càncer de pulmó. La incidència de limfomes augmenta en un 3% anual i a partir de l'any 2000 és la cinquena causa de mortalitat per càncer, amb unes xifres d'aproximadament 60 nous diagnòstics cada any als Estats Units d'Amèrica.
- Als Estats Units d'Amèrica els limfomes són només el 5% de tots els tipus de càncer, mentre que la Malaltia de Hodgkin representa només el 1% de tots els casos de càncer (segons l'Institut Nacional de Salut dels Estats Units d'Amèrica).

## Pronòstic
A Catalunya, les taxes de mortalitat (x 100.000 hab.; i en % sobre el total de càncers per sexe; estandarditzades segons sexe, 2018) són: 3,07 dones; 6,25 homes; 4,50 total; 2,74% en dones; 2,65% en homes.

## Tractament dels limfomes
Cada limfoma té un tractament diferent, però els tractaments convencionals ara inclouen diversos règims de quimioteràpia, radioteràpia, i immunoteràpia, o combinacions dels tractaments, depenent del pacient i el seu context.